# Relações entre Barbados e Estados Unidos
Os Estados Unidos e Barbados mantêm relações bilaterais cordiais desde a independência de Barbados em 1966. Os Estados Unidos apoiaram os esforços do governo para expandir a base econômica do país e proporcionar um padrão de vida mais alto aos cidadãos. Barbados é um beneficiário da Iniciativa da Bacia do Caribe dos EUA. A ajuda dos EUA é canalizada principalmente por meio de agências multilaterais como o Banco Interamericano de Desenvolvimento e o Banco Mundial, bem como o escritório da Agência dos Estados Unidos para o Desenvolvimento Internacional (USAID) em Bridgetown.
No início do século  XVII, os barbadianos começaram a migração em grande escala de Barbados para as áreas da Carolina do Norte e do Sul, tornando-se um dos primeiros colonos residentes nesses estados.
O primeiro assentamento inglês na Carolina do Sul foi feito em 1670, quando três carregamentos de emigrantes de Barbados subiram o rio Ashley. O primeiro navio a chegar foi o Carolina, em abril de 1670. Ele foi seguido logo pelo Port Royal e os Três Irmãos. Esses três navios partiram de Barbados com 150 pessoas a bordo; dois morreram no caminho. Os colonos armaram suas tendas nas margens e construíram uma cidade, que desde então desapareceu completamente. Dez anos depois, um local mais favorável para a cidade, entre os rios Cooper e Ashley, foi escolhido. Foi aqui que Charles Town foi fundada em 1680, onde permanece até hoje com o nome ligeiramente alterado de Charleston . Como os barbadenses estiveram no negócio de "plantação" por décadas, eles trouxeram esse conceito e sua cultura associada para Charles Town na década de 1670.
Em 1751, George Washington visitou Barbados Ele ficou no que hoje é a George Washington House. O Governo dos Estados Unidos está representado em Barbados desde 1923. De 1956 a 1978, os Estados Unidos operaram um comércio de armas químicas em Barbados. Em 1993-94, Barbados estava considerando aderir ao Acordo de Livre Comércio da América do Norte (Nafta).
No entanto, em 1996, esta licitação foi adiada em favor do pedido de admissão na Área de Livre Comércio das Américas (ALCA). 
Em maio de 1997, o primeiro-ministro de Barbados, Owen Arthur, recebeu o presidente dos Estados Unidos Bill Clinton e 14 outros líderes caribenhos durante a primeira cúpula regional dos Estados Unidos em Bridgetown, Barbados . A cúpula fortaleceu a base para a cooperação regional em questões de justiça e combate aos narcóticos, finanças e desenvolvimento e comércio. Barbados recebe assistência antinarcóticos e se qualifica para se beneficiar do programa de construção de assistência humanitária e de exercícios das Forças Armadas dos Estados Unidos. A empresa norte-americana de telecomunicações Liberty Latin America é a provedora de serviço telefônico para todo o país de Barbados.

## Missão

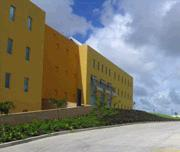
Embaixada dos Estados Unidos em Wildey, Saint Michael, Barbados

A primeira embaixada dos Estados Unidos em Barbados foi localizada no antigo edifício do Banco Imperial Canadense de Comércio na Broad Street. Posteriormente, foi transformado de consulado em embaixada em 1966. Depois de ultrapassar o espaço disponível na Broad Street, a embaixada começou a procurar uma nova casa. Em 1997, a missão diplomática procurou um local especialmente construído em Wildey e em 2003, a construção da nova Embaixada dos EUA projetada por Sorg Architects começou. Em 11 de janeiro de 2007, a embaixada mudou de três locais antigos para uma nova instalação. A missão atual abriga oito agências governamentais dos EUA, trabalhando em 24 países e territórios da região.

## Relações bilaterais
Barbados e as autoridades dos EUA cooperam estreitamente na luta contra o tráfico de drogas e outras formas de crime transnacional. Em 1996, os Estados Unidos e Barbados assinaram um tratado de assistência jurídica mútua (MLAT) e um tratado de extradição atualizado cobrindo todos os crimes comuns, incluindo conspiração e crime organizado. Um acordo de aplicação da lei marítima foi assinado em 1997.
Um destino turístico popular, Barbados teve cerca de 570 000 turistas em 2006, principalmente visitantes de navios de cruzeiro. A maioria dos turistas é do Reino Unido, Alemanha, Caribe e Estados Unidos. Estima-se que 3 000 americanos residam no país. Em 2011, Barbados foi adicionado a uma lista de vistos de trabalho dos Estados Unidos.

## Missões diplomáticas
- A Embaixada dos EUA e o escritório do adido legal do FBI em Barbados e na região do Caribe Oriental]] estão localizados em Wildey, Saint Michael, Saint Michael.
- A Embaixada de Barbados nos Estados Unidos está localizada em [[Washington, D.C. Barbados também mantém dois consulados-gerais, localizados em Miami e Nova York.